# Prémio Screen Actors Guild 2006
A 12.ª edição dos Prémios Screen Actors Guild foi apresentada em Los Angeles a 29 de Janeiro de 2006. Vencedores a negrito.

## Indicados e vencedores

### Life Achievement
- Shirley Temple[5]

### Cinema
| Melhor Ator principal - Philip Seymour Hoffman – Capote como Truman Capote - Russell Crowe – Cinderella Man como James J. Braddock - Heath Ledger – Brokeback Mountain como Ennis del Mar - Joaquin Phoenix – Walk the Line como Johnny Cash - David Strathairn – Good Night, and Good Luck. como Edward R. Murrow | Melhor Atriz principal - Reese Witherspoon – Walk the Line como June Carter - Judi Dench – Mrs. Henderson Presents como Laura Henderson - Felicity Huffman – Transamerica como Sabrina "Bree" Osbourne - Charlize Theron – North Country como Josey Aimes - Ziyi Zhang – Memoirs of a Geisha como Chiyo Sakamoto |
| Melhor Ator secundário - Paul Giamatti – Cinderella Man como Joe Gould - Don Cheadle – Crash como Graham Walters - George Clooney – Syriana como Bob Barnes - Matt Dillon – Crash como John Ryan - Jake Gyllenhaal – Brokeback Mountain como Jack Twist | Melhor Atriz secundária - Rachel Weisz – The Constant Gardener como Tessa Quayle - Amy Adams – Junebug como Ashley Johnsten - Catherine Keener – Capote como Harper Lee - Frances McDormand – North Country como Glory Dodge - Michelle Williams – Brokeback Mountain como Alma Beers Del Mar                    |
| Melhor Elenco - Crash – Chris "Ludacris" Bridges, Sandra Bullock, Don Cheadle, Matt Dillon, Jennifer Esposito, William Fichtner, Brendan Fraser, Terrence Howard, Thandiwe Newton, Ryan Phillippe e Larenz Tate - Brokeback Mountain – Linda Cardellini, Anna Faris, Jake Gyllenhaal, Anne Hathaway, Heath Ledger, Randy Quaid e Michelle Williams - Capote – Bob Balaban, Marshall Bell, Clifton Collins Jr., Chris Cooper, Bruce Greenwood, Philip Seymour Hoffman, Catherine Keener e Mark Pellegrino - Good Night, and Good Luck – Rose Abdoo, Alex Borstein, Robert John Burke, Patricia Clarkson, George Clooney, Jeff Daniels, Reed Diamond, Tate Donovan, Robert Downey Jr., Grant Heslov, Peter Jacobson, Frank Langella, Tom McCarthy, Dianne Reeves, Matt Ross, David Strathairn e Ray Wise - Hustle & Flow – Anthony Anderson, Chris "Ludacris" Bridges, Isaac Hayes, Taraji P. Henson, Terrence Howard, Taryn Manning, Elise Neal, Paula Jai Parker e DJ Qualls | |

#### Número de prémios vencidos
- 1: Capote
- 1: Walk The Line
- 1: Cinderella Man
- 1: The Constant Gardner
- 1: Crash

#### Número de nomeações
- 4: Brokeback Mountain
- 3: Capote, Crash
- 2: Cinderella Man, Good Night, and Good Luck.

### Televisão
| Melhor Ator em minissérie ou filme para televisão - Paul Newman – Empire Falls (HBO) como Max Roby - Ed Harris – Empire Falls (HBO) como Miles Roby - Ted Danson – Knights of the South Bronx (A&E) como Richard Mason - Kenneth Branagh – Warm Springs (HBO) como Franklin Delano Roosevelt - Christopher Plummer – Our Fathers (Showtime) como Cardeal Bernard Law | Melhor Atriz em minissérie ou filme para televisão - S. Epatha Merkerson – Lackawanna Blues (HBO) como Rachel "Nanny" Crosby - Tonantzin Carmelo – Into the West (TNT) como Thunder Heart Woman - Joanne Woodward – Empire Falls (HBO) como Francine Whiting - Cynthia Nixon – Warm Springs (HBO) como Eleanor Roosevelt - Robin Wright – Empire Falls (HBO) como Grace Roby |
| Melhor Ator em série dramática - Kiefer Sutherland – 24 (Fox) como Jack Bauer - Alan Alda – The West Wing (NBC) como Senador Arnold Vinick - Patrick Dempsey – Grey's Anatomy (ABC) como Dr. Derek Shepherd - Hugh Laurie – House (Fox) como Dr. Gregory House - Ian McShane – Deadwood (HBO) como Al Swearengen | Melhor Atriz em série dramática - Sandra Oh – Grey's Anatomy (ABC) como Cristina Yang - Patricia Arquette – Medium (NBC) como Allison DuBois - Geena Davis – Commander In Chief (ABC) como Mackenzie Allen - Mariska Hargitay – Law & Order: Special Victims Unit (NBC) como Det. Olivia Benson - Kyra Sedgwick – The Closer (TNT) como Det. Brenda Leigh Johnson            |
| Melhor Ator em série de comédia - Sean Hayes – Will & Grace (NBC) como Jack McFarland - Larry David – Curb Your Enthusiasm (HBO) como ele mesmo - Jason Lee – My Name Is Earl (NBC) como Earl J. Hickey - William Shatner – Boston Legal (ABC) como Denny Crane - James Spader – Boston Legal (ABC) como Alan Shore | Melhor Atriz em série de comédia - Felicity Huffman – Desperate Housewives (ABC) como Lynette Scavo - Candice Bergen – Boston Legal (ABC) como Shirley Schmidt - Patricia Heaton – Everybody Loves Raymond (CBS) como Debra Barone - Megan Mullally – Will & Grace (NBC) como Karen Walker - Mary-Louise Parker – Weeds (Showtime) como Nancy Botwin                         |
| Melhor Elenco em série dramática - Lost (ABC) – Adewale Akinnuoye-Agbaje, Naveen Andrews, Emilie de Ravin, Matthew Fox, Jorge Garcia, Maggie Grace, Josh Holloway, Malcolm David Kelley, Daniel Dae Kim, Yunjin Kim, Evangeline Lilly, Dominic Monaghan, Terry O'Quinn, Harold Perrineau, Michelle Rodriguez, Ian Somerhalder e Cynthia Watros - The Closer (TNT) – G. W. Bailey, Michael Paul Chan, Raymond Cruz, Tony Denison, Robert Gossett, Gina Ravera, Corey Reynolds, Kyra Sedgwick, J. K. Simmons e Jon Tenney - Grey's Anatomy (ABC) – Justin Chambers, Patrick Dempsey, Katherine Heigl, T.R. Knight, Sandra Oh, James Pickens Jr., Ellen Pompeo, Kate Walsh, Isaiah Washington e Chandra Wilson - Six Feet Under (HBO) – Lauren Ambrose, Joanna Cassidy, Frances Conroy, James Cromwell, Rachel Griffiths, Michael C. Hall, Tina Holmes, Peter Krause, Justina Machado, Freddy Rodriguez, Jeremy Sisto e Mathew St. Patrick - The West Wing (NBC) – Alan Alda, Kristin Chenoweth, Janeane Garofalo, Dulé Hill, Allison Janney, Joshua Malina, Mary McCormack, Janel Moloney, Teri Polo, Richard Schiff, Martin Sheen, Jimmy Smits, John Spencer e Bradley Whitford | |
| Melhor Elenco em série de comédia - Desperate Housewives (ABC) – Roger Bart, Andrea Bowen, Mehcad Brooks, Ricardo Antonio Chavira, Marcia Cross, Steven Culp, James Denton, Teri Hatcher, Felicity Huffman, Brent Kinsman, Shane Kinsman, Eva Longoria, Mark Moses, Doug Savant, Nicollette Sheridan, Brenda Strong e Alfre Woodard - Arrested Development (Fox) – Will Arnett, Jason Bateman, Michael Cera, David Cross, Portia de Rossi, Tony Hale, Alia Shawkat, Jeffrey Tambor e Jessica Walter - Boston Legal (ABC) – Rene Auberjonois, Ryan Michelle Bathe, Candice Bergen, Julie Bowen, Justin Mentell, Rhona Mitra, Monica Potter, William Shatner, James Spader e Mark Valley - Curb Your Enthusiasm (HBO) – Shelley Berman, Larry David, Susie Essman, Jeff Garlin, Cheryl Hines e Richard Lewis - Everybody Loves Raymond (CBS) – Peter Boyle, Brad Garrett, Patricia Heaton, Monica Horan, Doris Roberts, Ray Romano e Madylin Sweeten - My Name Is Earl (NBC) – Jason Lee, Jaime Pressly, Eddie Steeples, Ethan Suplee e Nadine Velazquez | |